# 特伯迪特山
82°1′S 157°45′E / 82.017°S 157.750°E
特伯迪特山（英語：Turbidite Hill）是南極洲的山丘，位於奧次地，處於萊爾德高原以東7公里，由新西蘭的探險隊繪入地圖，現時由南極條約體系管理。